# 楊宗震 (嘉靖三十五年進士)
楊宗震（1523年—1566年），字仲起，號崐洲，四川重慶府忠州墊江縣人，明朝政治人物。

## 生平
十月初八日生，行一，治《易經》，由國子生中式四川鄉試第二十六名舉人，年三十四歲中式嘉靖三十五年丙辰科會試中式第十八名，第二甲第三十名進士。都察院观政，授户部主事，四十二年升郎中，督饷花马池。四十三年升陕西按察司佥事，隆慶元年升河南布政司參議，嘉靖四十五年丙寅（1566年）卒。

## 家族
曾祖楊志亨；祖楊英；父楊朝，號蓮石，歲貢生、封户部主事加封佥事；母夏氏，封太安人加宜人。具慶下，弟楊宗時。
杨宗震取邑举人胡崇易女。生六子，长子杨发，取监生彭鹤昇女；次子杨泰，取监生裴宗垍女；次杨峻，取举人梅友竹女；次杨蓁，取通判袁礼女；次杨恭，取诸生张恕女；次杨芬，取举人沈复贤女.